# Hoàng thất
Hoàng thất (danh pháp khoa học: Erechtites valerianifolius) là một loài thực vật có hoa trong họ Cúc. Loài này được (Link ex Wolf) Less. ex DC. mô tả khoa học đầu tiên năm 1838.